# Charles Ganilh
Charles Ganilh, né le 6 janvier 1758 à Allanche,  mort le 4 mai 1836, est un économiste français et un député du Cantal durant la Seconde restauration.

## Biographie
D’abord avocat à Paris, Ganilh entra en politique en 1789 avec la Révolution. Le 14 juillet, il fut chargé, par le comité permanent de l’hôtel de ville, d’accompagner Bancal des Issarts, envoyé à Versailles pour dépeindre à l’Assemblée nationale l’état de la capitale et demander l’autorisation régulière de former la garde nationale, qui s’organisait d’elle-même. Arrêté sous la Terreur, il devait être déporté, mais la chute de Robespierre vint empêcher l’exécution de cette mesure. Plus tard, il prit une part active au coup d'État du 18 brumaire, et fut appelé peu après à faire partie du Tribunat, où il resta de 1799 jusqu’en 1802.
Dans cette assemblée, Ganilh protesta contre le remaniement de la cour de cassation, défendit l’indépendance du jury et les libertés publiques, mais toujours avec modération, combattit la réduction des justices de paix, et intervint fréquemment dans les questions de finances, critiquant souvent les mesures financières du premier consul, qui se débarrassa de son incommode opposition dès le premier renouvellement du tribunal en 1802.
À partir de ce moment, les questions d’économie politique et de finances devinrent particulièrement l’objet des études de Ganilh qui publia en 1806 son Essai sur les revenus des Peuples depuis l’antiquité, et en 1809 sa Dissertation sur les systèmes de l’économie politique. Ces deux ouvrages et ses antécédents lui rallièrent en 1815 la majorité des électeurs du Cantal, qui l’envoyèrent à la chambre des députés. Il fut réélu en 1816 et puis encore en 1819, mais il ne fit plus partie de la chambre après la loi de septennalité. 
En 1815 Ganilh alla siéger sur les bancs de la gauche et repoussa en 1816 les catégories proposées par le ministère pour neutraliser les bons effets de l’amnistie. En 1817, il lutta pour le maintien de la liberté faite à la presse par la charte. Ses principaux travaux législatifs se rapportèrent toutefois aux finances, et il combattit toujours les dilapidations et l’idée que la progression des dépenses publiques est une des causes de la prospérité nationale. 
Lors de la révolution de juillet, Ganilh, fort avancé en âge, avait alors soixante-douze ans, et ne reparut plus sur la scène politique.
Comme économiste, Ganilh a défendu et cherché à vulgariser à la tribune et dans ses livres des vérités utiles à des époques où ce mérite n’était pas commun. « Il était, a dit Chasseriau, d’un caractère bizarre, mais droit et sûr, aimé de ceux qu’il admettait dans son intimité, honoré de tous. Il mourut, jouissant jusqu’au dernier moment de toutes ses facultés. » II a laissé dans la tradition parlementaire des souvenirs d’indépendance et d’intégrité privées et politiques. N’appartenant spécialement ni au parti ministériel ni à celui de l’opposition, il ne voyait dans les projets de loi que l’intérêt général, et c’est pour cela que les ministres avaient souvent en lui un adversaire en ce qui touchait aux questions de budget. S’il était considéré pour son caractère privé et comme homme studieux, il n’eut cependant jamais qu’une influence restreinte quoique quelques-uns de ses discours spéciaux eurent l’honneur de l’impression par un vote de l’assemblée.

## Principales publications
- Essai politique sur le revenu public : des peuples de l'antiquité, du moyen âge, des siècles modernes, et spécialement de la France et de l'Angleterre, depuis le milieu du 15e siècle jusqu'au 19e, Paris, Giguet et Michaud, 1806 ; rééd. Paris, Treuttel et Würtz, 1823 ;
- Des systèmes de l’économie politique : de leurs inconvéniens, de leurs avantages, et de la doctrine la plus favorable aux progrès de la richesse des nations, Paris, Xhrouet, 1809 ;
- De la contre-révolution en France ou de la Restauration de l’ancienne noblesse et des anciennes supériorités sociales dans la France nouvelle, 1823, Rouen, chez Béchet aîné, in-8° XV-238 p.
- Dictionnaire de l’économie politique, Paris, Ladvocat, 1826 ;
- Théorie de l’économie politique, Paris, Treuttel et Würtz, 1822.

## Sources
- Charles Coquelin, Dictionnaire de l’économie politique, t. 1, Paris, Guillaumin et cie, 1854, p. 819-20.